# Ленинский (Дубровский район)
Ленинский — посёлок в Дубровском районе Брянской области, в составе Сещинского сельского поселения. Расположен в 9 км к югу от посёлка Сеща, у южной окраины деревни Сосновка. Население — 1 человек (2010).
Основан в 1920-е годы на территории Брянского уезда; до 1929 входил в Дубровскую волость. До 1969 года — в Жабовском, Староколышинском, Сергеевском, Заустьенском сельсоветах.
| Годы      | 1926 | 1979 | 1989 | 2002 | 2010 |
| --------- | ---- | ---- | ---- | ---- | ---- |
| Население | 50   | 38   | 18   | 14   | 1    |